# Notenstein La Roche
Notenstein La Roche Banque Privée SA (qui s’appelait Notenstein Banque Privée SA jusqu’en novembre 2015) était une banque privée suisse dont le siège se trouve à Saint-Gall. Elle comptait 16,8 milliards de francs d’actifs sous gestion. La banque privée, qui appartenait au Groupe Raiffeisen depuis 2012, a été vendue en juillet 2018 au Groupe Vontobel, puis entièrement intégrée à fin septembre 2018.

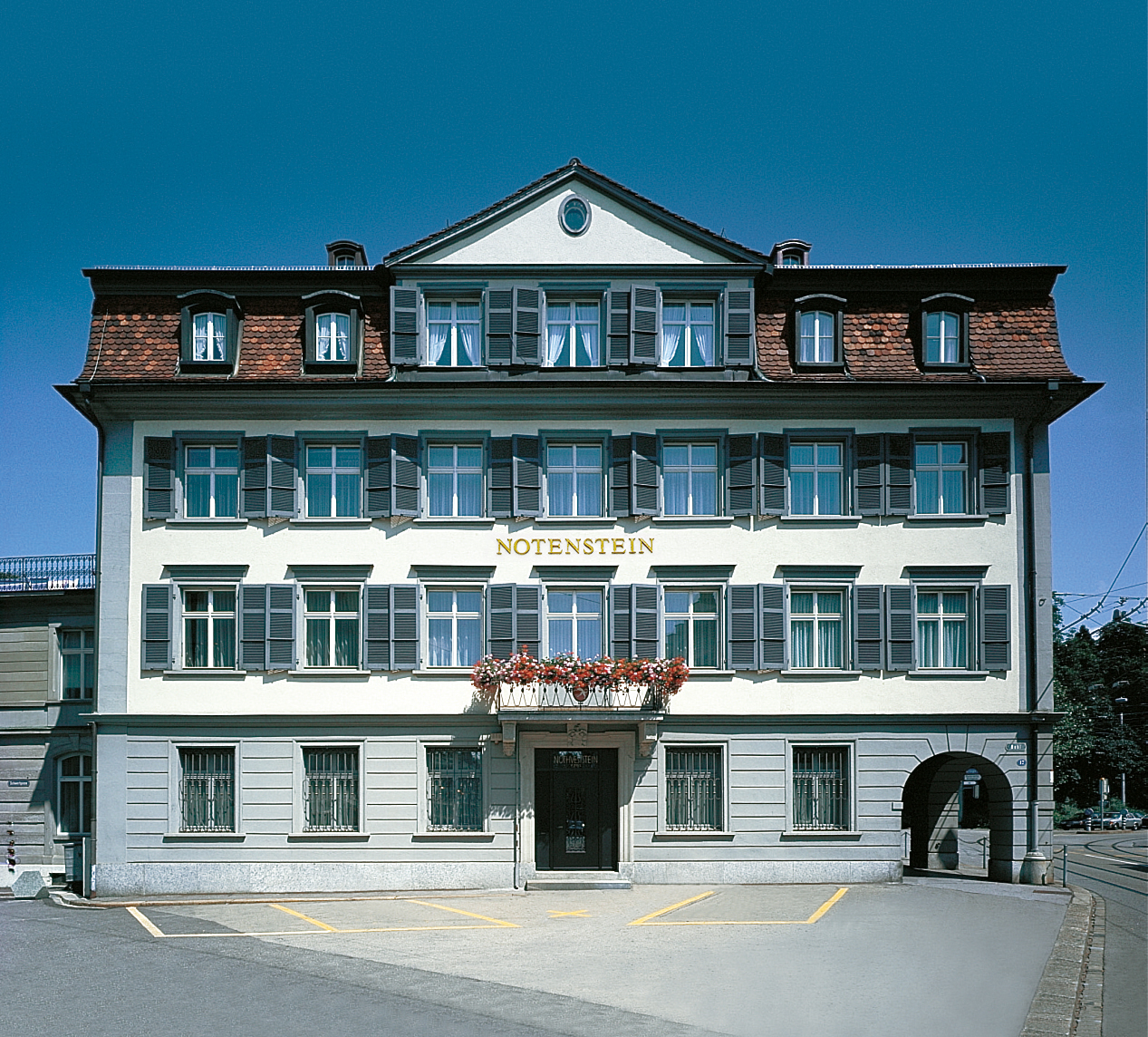
« Notenstein » à Saint-Gall

## Prestations
Notenstein La Roche Banque Privée était spécialisée dans la structuration complète du patrimoine de la clientèle privée. Gestion de fortune et conseil en placement, planification financière et prévoyance, mais aussi financement et suivi de gérants de fortune externes constituent son cœur de métier.

## Histoire

### Notenstein
Saint-Gall doit son essor économique de la fin du Moyen Âge à une industrie textile florissante. Les propriétaires des grandes maisons de négoce avec l’étranger se réunissent alors dans la maison « zum Notenstein » à la Neugasse et, dès 1555, à la porte nommée Brühltor, emplacement actuel de la banque privée. Ces Notensteiner très influents siègent notamment au sein du gouvernement de la ville, avec des membres des autres corporations. Le célèbre savant et bourgmestre saint-gallois Joachim von Watt, surnommé Vadian, fait lui aussi partie des Notensteiner. En 1741, Caspar Zyli, descendant d’une vieille famille membre de la société zum Notenstein, fonde une entreprise de négoce et de transport qui se développe peu à peu pour devenir, vers le milieu du XIXe siècle, un établissement bancaire.
Avec l’invasion de l’armée révolutionnaire française en 1798, l’ancien ordre social s’effondre et la société « um Notenstein » est dissoute. L’édifice est vendu à Hans Anton Zyli, fils de Caspar Zyli. Dès 1893, l’ancienne société « Caspar Zyli » porte le nom « Wegelin & Co. ». Au fil des générations, les associés parviennent à mener la banque d’un bout à l’autre du XXe siècle, malgré les guerres et les crises internationales.
En 2012, les activités non américaines de Wegelin sont reprises par la banque privée Notenstein, nouvellement créée.

### Wegelin & Co.
En 1741, Caspar Zyli, descendant d’une vieille famille membre de la société « zum Notenstein », a fondé une entreprise de négoce et de transport qui s'est développé peu à peu pour devenir, vers le milieu du XIXe siècle, un établissement bancaire. Avec l’invasion de l’armée française en 1798, l’ancien ordre social s’est effondré et la société « zum Notenstein » est dissoute. Dès 1893, l’ancienne société « Caspar Zyli » a porté le nom « Wegelin & Co. ». Jusqu'à sa fermeture, elle était la plus vieille banque privée suisse en activité.
Elle a annoncé la cessation de ses activités et sa fermeture définitive le 3 janvier 2013, après avoir plaidé coupable au terme d'une lourde procédure judiciaire pour fraude fiscale aux États-Unis et accepté une amende d'un total de 74 millions de dollars américains. La plupart des actifs ont été transférés dans une nouvelle structure, Notenstein banque privée.

### La Roche
À la fin du XVIIIe siècle, Bâle est un carrefour commercial international où l’industrie des rubans de soie constitue la principale activité économique. C’est dans ce contexte que Benedikt La Roche, dont l’arrière-grand-père a reçu le nom honorifique « La Roche » pour avoir servi la couronne française pendant la guerre, met sur pied une entreprise de négoce et de transport en 1787. Après la crise économique, vers 1800, le secteur bancaire de l’entreprise se développe constamment en raison des besoins croissants en capitaux dans l’industrie. Jusqu’à la fin du siècle, La Roche est impliquée dans divers projets tels que le financement du « Spanischbrötlibahn » (premier tronçon de chemin de fer suisse) ou d’une brasserie. Avec la guerre franco-prussienne de 1870, la place financière bâloise acquiert une renommée internationale. C’est à cette époque que la banque fonde, avec d’autres, la Bourse de Bâle. Si l’entre-deux-guerres est difficile pour La Roche, cette dernière connaît ensuite croissance et prospérité.
Dans les années 1970 et 1980, l’établissement devient peu à peu une banque privée classique avec pour activités principales le conseil en placement, la gestion de fortune et le suivi de clients institutionnels. La banque fête ses 225 ans d’existence en 2012.

### Fusion
La banque privée Notenstein et la Banque La Roche & Co ont regroupé leurs activités fin 2015.
En août 2017, Vontobel annonce l'acquisition des activités en Europe de l'Est de Notenstein La Roche banque privée pour 2,1 milliards de francs suisses. En mai 2018, Vontobel annonce l'acquisition Notenstein La Roche pour 705 millions de dollars.